# Guy Raynaud de Lage
Guy Raynaud de Lage, né le 5 décembre 1905 et mort le 27 décembre 1993 à Royat (Puy-de-Dôme), est un universitaire et militant syndical français.

## Biographie
Ancien élève de l'École normale supérieure (1926), il est reçu à l'agrégation de lettres en 1933. Il enseigne d'abord au lycée de Saint-Cloud. Il devient par la suite professeur de langue et littérature française du Moyen Âge à la faculté des lettres et sciences humaines de Clermont-Ferrand. Il est l'auteur d'un célèbre manuel intitulé Introduction à l'ancien français.
En 1937, il est cofondateur du Syndicat général de l’Éducation nationale CFTC (aujourd'hui Sgen-CFDT) dont il est secrétaire général de janvier 1946 à décembre 1947.

## Publications
- Alain de Lille, poète du XIIe siècle, Paris, Vrin, 1951.
- Introduction à l'ancien français, Paris, Société d'édition d'enseignement supérieur, 1958
- Manuel pratique d'ancien français, Paris, A. et J. Picard et Cie, 1964
- Le Roman de Thèbes, publié par Guy Raynaud de Lage, Paris, H. Champion, 1966-1968
- Les premiers romans français et autres études littéraires et linguistiques, Genève, 1976